# Xanthodromia tenuicaudata
Xanthodromia tenuicaudata är en tvåvingeart som beskrevs av Saigusa 1986. Xanthodromia tenuicaudata ingår i släktet Xanthodromia och familjen Brachystomatidae. Inga underarter finns listade i Catalogue of Life.